# Free On-line Dictionary of Computing
Free On-line Dictionary of Computing (FOLDOC) este un dicționar enciclopedic online, cu opțiuni de căutare, al subiectelor de informatică.

## Istoric
FOLDOC a fost fondat în 1985 de Denis Howe și a fost găzduit de Imperial College London. În mai 2015, site-ul a fost actualizat pentru a afirma că „nu mai este susținut de Departamentul de Informatică Imperial College”. Howe a ocupat funcția de redactor-șef încă de la înființarea dicționarului, vizitatorii site-ului putând face sugestii pentru completări sau corecții la articole.

## Dicționarul cu sursă deschisă
Dicționarul încorporează textul altor resurse gratuite, cum ar fi Jargon File, precum și multe alte subiecte legate de calcul. Datorită disponibilității sale sub licența de documentație liberă GNU, o licență copyleft, la rândul său, a fost încorporat integral sau parțial în alte proiecte de conținut gratuit, cum ar fi Wikipedia. 

## Recunoaștere
- Scurta recenzie din 2001 a acestui site realizată de o publicație Ziff Davis începe cu „În ciuda interfeței de utilizator palide a dicționarului online, oferă o funcționalitate impresionantă”.
- Oxford University Press știe despre acest site[3] și observă că „este întreținut de voluntari”.
- O universitate spune studenților săi că FOLDOC poate fi folosit pentru a găsi informații despre „companii, proiecte, istoric, de fapt, oricare dintre vocabularul pe care v-ați putea aștepta să-l găsiți într-un dicționar de calculator”.